# Verfassung der Fünften Französischen Republik
Die französische Verfassung vom 4. Oktober 1958 (französisch Constitution française du 4 octobre 1958) wird auch als Verfassung der Fünften Französischen Republik (französisch Constitution de la Cinquième République, auch Constitution de la Ve République) bezeichnet und ersetzte die Verfassung der Vierten Republik, die vom 28. Oktober 1946 stammte. Die Verfassung vom 4. Oktober 1958 ist seither in Kraft. Hauptinitiator der Verfassung der Fünften Französischen Republik war Charles de Gaulle, formuliert wurde sie von Michel Debré. Sie prägt heute maßgeblich das politische System Frankreichs.

## Inhalt

Schaubild für das politische System der Fünften Französischen Republik

### Präambel und Artikel 1
Die Präambel erinnert an die Erklärung der Menschen- und Bürgerrechte von 1789 und die in der Präambel der Verfassung von 1946 niedergelegten wirtschaftlichen und sozialen Rechte, die vom Conseil constitutionnel in einem Urteil zur Vereinigungsfreiheit zusammen mit dem eigentlichen Verfassungstext von 1958 als Bloc de constitutionnalité bezeichnet wurden. Später wurde den Grundrechten von 1789 und 1946 die Umweltcharta von 2004 hinzugefügt.
Artikel 1 erklärt Frankreich zu einer unteilbaren, laizistischen, demokratischen und sozialen Republik. Er enthält außerdem den Gleichheitsgrundsatz und verpflichtet den Staat zur Durchsetzung der Gleichberechtigung der Geschlechter.

### Titel I: Die Souveränität (Art. 2 bis 4)
In Artikel 2 werden bestimmte nationale Symbole wie Flagge und Hymne festgelegt; seit 1992 gehört hierzu auch die französische Sprache.
Artikel 3 enthält den Grundsatz der Volkssouveränität, die durch gewählte Repräsentanten und im Wege des Referendums ausgeübt wird. Entsprechend der französischen Tradition wird die Unteilbarkeit der Souveränität besonders hervorgehoben. Dieser Artikel enthält schließlich die wichtigsten Wahlrechtsgrundsätze.
Artikel 4 enthält zum ersten Mal in der französischen Geschichte eine Verfassungsbestimmung zur Stellung und zu den Rechten der Parteien.

### Titel II: Der Präsident der Republik (Art. 5 bis 19)
In Artikel 6 und 7 werden die Bestimmungen für die Wahl des Staatspräsidenten, die seit Verfassungsneubestimmungen von 1962 als Direktwahl und von 2000 für fünf Jahre (vorher sieben) erfolgt, getroffen.
Außerdem enthält dieser Titel die Rechte und Aufgaben des Präsidenten, der aufgrund dieser Rechte im politischen System Frankreichs eine starke Stellung einnimmt. Hierzu gehören insbesondere:
- das Recht, den Premierminister und die Mitglieder der Regierung zu ernennen (Art. 8),
- das Recht, den Vorsitz im Ministerrat zu führen (Art. 9),
- die Ausfertigung und Verkündung der Gesetze, wobei dem Präsidenten insofern ein suspensives Vetorecht zusteht, als er eine erneute Beratung eines Gesetzes verlangen kann (Art. 10),
- das Recht, das Volk im Wege des Referendums unmittelbar über Gesetzesvorschläge abstimmen zu lassen – dieser Artikel wurde 2008 um die Möglichkeit einer Initiative von einem Fünftel der Parlamentsmitglieder, unterstützt durch ein Zehntel der registrierten Wähler, ergänzt –  (Art. 11),
- das Recht, die Nationalversammlung aufzulösen und Neuwahlen anzusetzen (Art. 12),
- den Oberbefehl über das Militär zu führen (Art. 15),
- 30 Tage lang unanfechtbare Vollmachten zur schleunigsten Sicherung der von den verfassungsmäßigen öffentlichen Gewalten zur Erfüllung ihrer Aufgaben benötigten Mittel, falls „die Institutionen der Republik, die Unabhängigkeit der Nation, die Integrität ihres Staatsgebietes oder die Einhaltung ihrer internationalen Verpflichtungen schwer und unmittelbar bedroht sind und wenn gleichzeitig die ordnungsgemäße Ausübung der verfassungsmäßigen öffentlichen Gewalten unterbrochen ist“ (Art. 16),[2]
- das Begnadigungsrecht (Art. 17).

### Titel III: Die Regierung (Art. 20 bis 23)
Dieser Titel enthält Bestimmungen über Stellung und Aufgaben der Regierung, die gegenüber dem Parlament verantwortlich ist (Art. 20), sowie des Premierministers. Durch die Verantwortung der Regierung gegenüber dem Parlament ist das politische System Frankreichs kein präsidentielles Regierungssystem, sondern hierfür wurde der Begriff semipräsidentielles Regierungssystem geprägt.
Art. 23 legt die Unvereinbarkeit eines Regierungsamtes mit einem Parlamentsmandat sowie mit jeder weiteren öffentlichen Funktion oder Berufstätigkeit fest.

### Titel IV: Das Parlament (Art. 24 bis 33)
Das Französische Parlament besteht mit Nationalversammlung und Senat aus zwei Kammern, von denen die erste direkt und die zweite indirekt durch Mitglieder der parlamentarischen Vertretungen in Gemeinden, Departements und Regionen sowie die Mitglieder der Nationalversammlung bestimmt wird (Art. 24).
Weitere Artikel dieses Titels betreffen unter anderem die Wahlgesetze (Art. 25), die Stellung der Abgeordneten (Art. 26 und 27) sowie Verfahrensbestimmungen.

### Titel V: Die Beziehungen zwischen Parlament und Regierung (Art. 34 bis 51)
Art. 34 enthält einen abschließenden Katalog von Gegenständen der Gesetzgebung, was insofern eine Beschränkung des Parlaments bedeutet, als alle anderen Regelungsgegenstände den Verordnungen der Regierung vorbehalten sind (Art. 37); seit 4. März 2024 ist in Art. 34 auch die Freiheit zum Schwangerschaftsabbruch verankert.
Art. 39 bis 47 betreffen das Gesetzgebungsverfahren, insbesondere
- das Recht zur Gesetzesinitiative, das den Mitgliedern des Parlaments und dem Premierminister zusteht (Art. 39),
- das gewöhnliche Gesetzgebungsverfahren (Art. 40 bis 45), in dem bei Uneinigkeit zwischen den Kammern nach einem Vermittlungsverfahren die Nationalversammlung das letzte Wort hat,
- besondere Bestimmungen für Organgesetze, d. h. Ausführungsgesetze zu Verfassungsbestimmungen, (Art. 46) und
- besondere Bestimmungen für Haushaltsgesetze (Art. 47 bis 47-2).

Art. 49 enthält Bestimmungen über das Misstrauensvotum und die Vertrauensfrage sowie die Möglichkeit, einen Gesetzesvorschlag mit der Vertrauensfrage in der Form zu verbinden, dass das Gesetz als angenommen gilt, wenn nicht innerhalb von 24 Stunden ein Misstrauensvotum beantragt wird.

### Titel VI: Die internationalen Verträge und Abkommen (Art. 52 bis 55)
Ermöglicht werden die Aushandlung und Ratifizierung internationaler Abkommen sowie Verträge, welche mit der Europäischen Union in Verbindung stehen. Es ist unklar, ob die genaue Formulierung mit dem europäischen Recht vereinbar ist.

### Titel VII: Der Verfassungsrat (Art. 56 bis 63)
Mit dem Verfassungsrat verfügt Frankreich in der Fünften Republik erstmals seit der napoleonischen Ära über ein Verfassungsgericht, dem jedoch zunächst im Wesentlichen die Wahlprüfung (Art. 58–60) sowie die Beilegung von Kompetenzstreitigkeiten zwischen Regierung und Parlament zukam. Erst 1974 erhielt auch eine Minderheit von 60 Abgeordneten oder Senatoren durch Art. 61 (2) die Möglichkeit, die Verfassungswidrigkeit von Gesetzen vor deren Inkrafttreten vom Verfassungsrat feststellen zu lassen.
Die Möglichkeit einer rückwirkenden Überprüfung der Verfassungsmäßigkeit von Gesetzen, die bereits in Kraft sind, im Wege der Richtervorlage wurde erst 2008 eingeführt (Art. 61-1).

### Titel VIII: Die ordentliche Gerichtsbarkeit (Art. 64 bis 66-1)
Die Bestimmungen dieses Titels garantieren eine unabhängige Justiz, und sie verbieten willkürliche Verhaftungen (Art. 66) sowie seit 2007 die Todesstrafe (Art. 66-1), die allerdings bereits 1981 abgeschafft wurde.

### Titel IX: Der Hohe Gerichtshof (Art. 67 und 68)
Dieser Titel enthält Bestimmungen über die strafrechtliche Verantwortung des Präsidenten (Art. 67) und das Amtsenthebungsverfahren (Art. 68).

### Titel X: Die strafrechtliche Verantwortung der Mitglieder der Regierung (Art. 68-1 bis 68-3)
Die 1993 eingefügten Artikel 68-1 bis 68-3 enthalten Bestimmungen über die strafrechtliche Verantwortung der Regierungsmitglieder und einen hierfür eigens eingerichteten Gerichtshof.

### Titel XI: Der Wirtschafts-, Sozial- und Umweltrat (Art. 69 bis 71)
Dieses 1925 eingerichtete beratende Gremium erhielt mit der Verfassung von 1946 erstmals Verfassungsrang, der auch 1958 bestätigt wurde. Früher als Wirtschafts- und Sozialrat bezeichnet, wurde sein Zuständigkeitsbereich durch die Verfassungsreform von 2008 um das Sachgebiet Umwelt erweitert.

### Titel XI A: Der Verteidiger der Rechte (Art. 71-1)
Das Amt des Ombudsmanns, der zum Schutz der Grundrechte von jedermann angerufen oder von sich aus tätig werden kann, wurde in Frankreich 2008 eingeführt.

### Titel XII: Die Gebietskörperschaften (Art. 72 bis 75)
Dieser Titel wurde im Rahmen der Dezentralisierung mehrfach überarbeitet. Er legt insbesondere auch besondere Rechte der Überseegebiete fest.

### Titel XIII: Übergangsbestimmungen bezüglich Neukaledonien (Art. 76 und 77)
In den Artikeln 76 und 77 wird gemäß Art. 72-3 Abs. 3 die Rechtsstellung von Neukaledonien geregelt.

### Titel XIV: Frankophonie und Assoziierungsabkommen (Art. 87 und 88)
Gemäß Art. 87 fördert Frankreich die Solidarität und die Zusammenarbeit zwischen den französischsprachigen Staaten und Völkern. Gemäß Art. 88 kann Frankreich Abkommen mit Staaten schließen, die sich zur Entwicklung ihrer Kulturen mit Frankreich assoziieren wollen.

### Titel XV: Die Europäischen Gemeinschaften und die Europäische Union (Art. 88-1 bis 88-7)
Art. 88-1 bestimmt, dass Frankreich an der Europäischen Union mitwirkt.
Weiterhin geregelt werden das passive Wahlrecht der EU-Bürger an den Kommunalwahlen oder das Verfahren beim Beitritt neuer Mitgliedstaaten.

### Titel XVI: Änderung der Verfassung (Art. 89)
Die Verfassung legt auch die Möglichkeiten, sie selbst abzuändern fest: Dies ist entweder durch ein Referendum oder durch einen parlamentarischen Prozess mit Einwilligung des Präsidenten möglich. Normalerweise laufen solche Anträge wie folgt ab: Die Abänderung muss im gleichen Wortlaut von beiden  Kammern des französischen Parlaments akzeptiert werden, daraufhin muss sie entweder von einer einfachen Mehrheit in einem Referendum oder von einer Dreifünftelmehrheit in beiden Kammern gemeinsam angenommen werden. De Gaulle umging diesen Mechanismus jedoch schon 1962 und veranlasste direkt ein Referendum über eine von ihm vorgeschlagene Verfassungsänderung, welche auch angenommen wurde. Dieses Vorgehen wurde damals sehr kontrovers diskutiert. Der Conseil constitutionnel entschied jedoch, dass ein Referendum „der unmittelbare Ausdruck der Volkssouveränität“ sei, erklärte sich für nicht zuständig für die inhaltliche Beurteilung von durch Referendum angenommenen Gesetzen und ließ somit die Verfassungsänderung zu.